# Sybra flavoguttata
Sybra flavoguttata es una especie de escarabajo del género Sybra, familia Cerambycidae. Fue descrita científicamente por Aurivillius en 1927.
Habita en Filipinas. Mide 10-12,5 mm.